# Pink Bubbles Go Ape
Pink Bubbles Go Ape (рус. «Розовые пузыри сходят с ума») — четвёртый студийный альбом немецкой пауэр-метал-группы Helloween, выпущенный в 1991 году на лейбле EMI Records.

## Об альбоме
Helloween покинули Noise Records и обратились к EMI. На запись альбома группа потратила около 400 000 фунтов. «Вся ситуация была плохой», — рассказал вокалист Михаэль Киске в 2017 году. «Мы потратили целое состояние в студии в Дании, но не было никакого вдохновения». После выхода альбома из-за судебного иска Helloween на год прекратил гастрольную деятельность. Весной 1992 года было достигнуто соглашение, и они наконец смогли выступить в коротком европейском турне, которое началось в Гамбурге 30 апреля 1992 года, а осенью они также отыграли несколько концертов в Японии.
Название альбома Киске прокомментировал так: «Это было очень сумасшедшее время, если честно. Пластинка имеет такое название, потому что мы так себя чувствовали. Когда Кай ушел из группы, весь баланс был потерян. Как группа мы просто больше не функционировали. Это было скорее похоже на трёх парней, делающих сольные записи под вывеской Helloween».
Обложку для Pink Bubbles Go Ape разработал Сторм Торгерсон, и девушка на этой обложке — его племянница. Торгерсон также снял промо-видео для «Kids of the Century» с её участием.
По словам Михаэля Вайката, трек «Heavy Metal Hamsters» (предположительно написанный о бывшей звукозаписывающей компании группы) никогда не предназначался для альбома, а должен был быть помещен на сторону «Б» сингла. Во вступлении к песне использован основной рифф песни «Rat Bat Blue» из репертуара группы Deep Purple. На эту же композицию позже была сделана кавер-версия, включённая бонус-треком в японское издание сборника Metal Jukebox (1999).
- Композиция «Number One» авторства Михаэля Вайката была написана им ещё в 1981 году.
- Первый альбом группы с новым гитаристом Роландом Граповым.

## Список композиций
| №                   | Название                    | Автор(ы)                        | Длительность |
| ------------------- | --------------------------- | ------------------------------- | ------------ |
| 1.                  | «Pink Bubbles Go Ape»       | Михаэль Киске                   | 0:37         |
| 2.                  | «Kids of the Century»       | Михаэль Киске                   | 3:52         |
| 3.                  | «Back on the Streets»       | Михаэль Киске, Роланд Грапов    | 3:23         |
| 4.                  | «Number One»                | Михаэль Вайкат                  | 5:14         |
| 5.                  | «Heavy Metal Hamsters»      | Михаэль Киске, Михаэль Вайкат   | 3:28         |
| 6.                  | «Goin' Home»                | Михаэль Киске                   | 3:51         |
| 7.                  | «Someone's Crying»          | Роланд Грапов                   | 4:18         |
| 8.                  | «Mankind»                   | Михаэль Киске, Роланд Грапов    | 6:19         |
| 9.                  | «I'm Doin' Fine, Crazy Man» | Михаэль Киске, Маркус Гросскопф | 3:39         |
| 10.                 | «The Chance»                | Роланд Грапов                   | 3:48         |
| 11.                 | «Your Turn»                 | Михаэль Киске                   | 5:39         |
| Общая длительность: | Общая длительность:         | Общая длительность:             | 44:08        |

## Участники записи
- Михаэль Киске — вокал;
- Михаэль Вайкат — гитара;
- Роланд Грапов — гитара;
- Маркус Гросскопф — бас-гитара
- Инго Швихтенберг — ударные